# Тюлан, Луи Рене
Луи Рене Тюлан (фр. Louis René Tulasne или фр. Edmond Louis René Tulasne, или фр. Louis-René Tulasne, 12 сентября 1815 — 22 декабря 1885) — французский ботаник и миколог.

## Биография
Луи Рене Тюлан родился в Азэ-лё-Ридо 12 сентября 1815 года.
Тюлан опубликовал в Париже многочисленные ботанические работы.
Он внёс значительный вклад в ботанику, описав множество видов семенных растений.
Луи Рене Тюлан умер в городе Йер 22 декабря 1885 года.

## Научная деятельность
Луи Рене Тюлан специализировался на семенных растениях и на микологии.

## Избранные научные работы
- Légumineuses arborescentes de l'Amérique du Sud. J.-B. Baillière et fils, Paris (o. J.), (Aus: Archives du Museum d'histoire naturelle, t. IV, 1844).
- Fungi hypogæi. Histoire et monographie des champignons hypogés. En collaboration, pour l'Iconographie analytique avec Charles Tulasne. Klincksieck, Paris 1851.
- Mémoire pour servir a l'histoire organographique et physiologique des lichens. Masson, Paris 1853, (Aus: Annales des Sciences naturelles. Partie Botanique. Tom. 17).
- Nouvelles observations sur les "Erysiphe". Impr. de L. Martinet, Paris 1857, (Aus: Annales des sciences naturelles. 4e série, t. VI, botanique, juillet-décembre 1856).
- Selecta fungorum carpologia. Ea documenta et icones potissimum exhibens quæ varia fructuum et seminum genera in eodem fungo simul aut vicissim adesse demonstrent. Junctis studiis ediderunt Ludovicus-Renatus Tulasne et Carolus Tulasne. 3 Bände. Paris, Imperiali Typogr., 1863—1865.

## Почести
Несколько родов грибов, а также несколько видов были названы в честь Тюлана, такие как Tulasneinia и Tulasnella.